# 흡광도
흡광도(吸光度, absorbance), 또는 광학 밀도(optical density)는 분광학에서, 어떤 물질에 빛 등의 에너지 복사를 비추었을 때, 투과하는 복사량({\displaystyle I_{1}})에 대한 비추어 준 복사량({\displaystyle I_{0}})의 비율({\displaystyle {I_{0}} \over {I_{1}}})의 로그값을 가리키는 용어다. 흡광도는 보통 분석화학을 이용해 구한다.
물리학에서 ‘광학 흡광도’(spectral absorbance)라는 용어가 ‘광학 흡수율’(spectral absorptance/absorptivity)이라는 용어와 혼용되는 경우도 있다. 이때는 뜻이 조금 달라져, 특정 파장에서 흡수되는 복사 비율을 가리킨다.

## 같이 보기
- 흡광